# Gmina Nowe Miasto nad Pilicą
Die Gmina Nowe Miasto nad Pilicą ist eine Stadt-und-Land-Gemeinde im Powiat Grójecki der Woiwodschaft Masowien in Polen. Ihr Sitz ist die gleichnamige Stadt (deutsch Neumark an der Pilitza) mit etwa 3750 Einwohnern.

## Geographie
Die Gemeinde liegt im Südwesten der Woiwodschaft und grenzt an die Woiwodschaft Łódź. Nachbargemeinden sind Cielądz, Klwów, Mogielnica, Odrzywół, Rzeczyca, Sadkowice und Wyśmierzyce. Durch ihr Gebiet fließt die Pilica.

## Geschichte
Die Landgemeinde wurde 1973 gebildet. Stadt- und Landgemeinde wurden 1990/1991 zur Stadt-und-Land-Gemeinde zusammengelegt. Ihr Gebiet gehörte bis 1975 zur ehemaligen Woiwodschaft Łódź und zum Powiat Rawski. Es kam dann bis 1998 zur Woiwodschaft Radom, der Powiat wurde in dieser Zeit aufgelöst. Zum 1. Januar 1999 kam die Gemeinde zur Woiwodschaft Masowien und zum Powiat Grójecki.
Bis 1954 bestand die Landgemeinde Gmina Góra, die in Gromadas aufgelöst wurde.

## Gliederung
Die Stadt-und-Land-Gemeinde Nowe Miasto nad Pilicą (gmina miejsko-wiejska) gliedert sich in die Stadt selbst und 28 Orte mit Schulzenamt (sołectwo):
Bełek
Bieliny
Borowina
Dąbrowa-Józefów
Domaniewice
Godzimierz
Gostomia
Jankowice
Łęgonice
Nowe Bieliny
Nowe Łęgonice
Nowe Strzałki-Zalesie
Pobiedna
Promnik
Prosna-Gilówka
Rokitnica
Rosocha
Rudki
Sacin
Sańbórz
Strzałki
Świdrygały
Wał
Wierzchy
Wola Pobiedzińska
Wólka Ligęzowska-Wólka Magierowa
Żdżarki
Żdżary
Zwei weitere Orte der Gemeinde sind Czerwona Karczma und Waliska.